# Cerkiew św. św. Kosmy i Damiana w Kotani
Cerkiew św. św. Kosmy i Damiana w Kotani – dawna łemkowska cerkiew greckokatolicka w Kotani z 1782.
Obecnie rzymskokatolicki kościół filialny parafii św. Maksymiliana Kolbe w Krempnej.
Obiekt wpisany na listę zabytków w 1985 i włączony do podkarpackiego Szlaku Architektury Drewnianej.

## Historia
W 1763 Franciszek Ferdynand Lubomirski wydał dokument donacyjny, w którym przekazał teren pod budowę cerkwi. Cerkiew wzniesiona została w 1782 jako filialna cerkiew greckokatolicka parafii w Krempnej. Pierwszy remont świątyni przeprowadzono w 1841, następny pod koniec XIX wieku, a generalny w latach 30. XX w. Po wyludnieniu wsi po II wojnie światowej nieużytkowana i opuszczona cerkiew niszczała. Dopiero w latach 1962–63 doczekała się kapitalnego remontu. Cerkiew rozebrano, zakonserwowano i złożono z powrotem dokonując niezbędnych napraw i uzupełnień. Dach przykryto gontem. Ikonostas zabrano do Muzeum Ikon w Łańcucie. Remont w latach 2001–2004 polegał na naprawie wieży oraz poszycia nawy i sanktuarium. W 2010 część ikonostasu powróciła do świątyni, a w 2012 część wyposażenia.

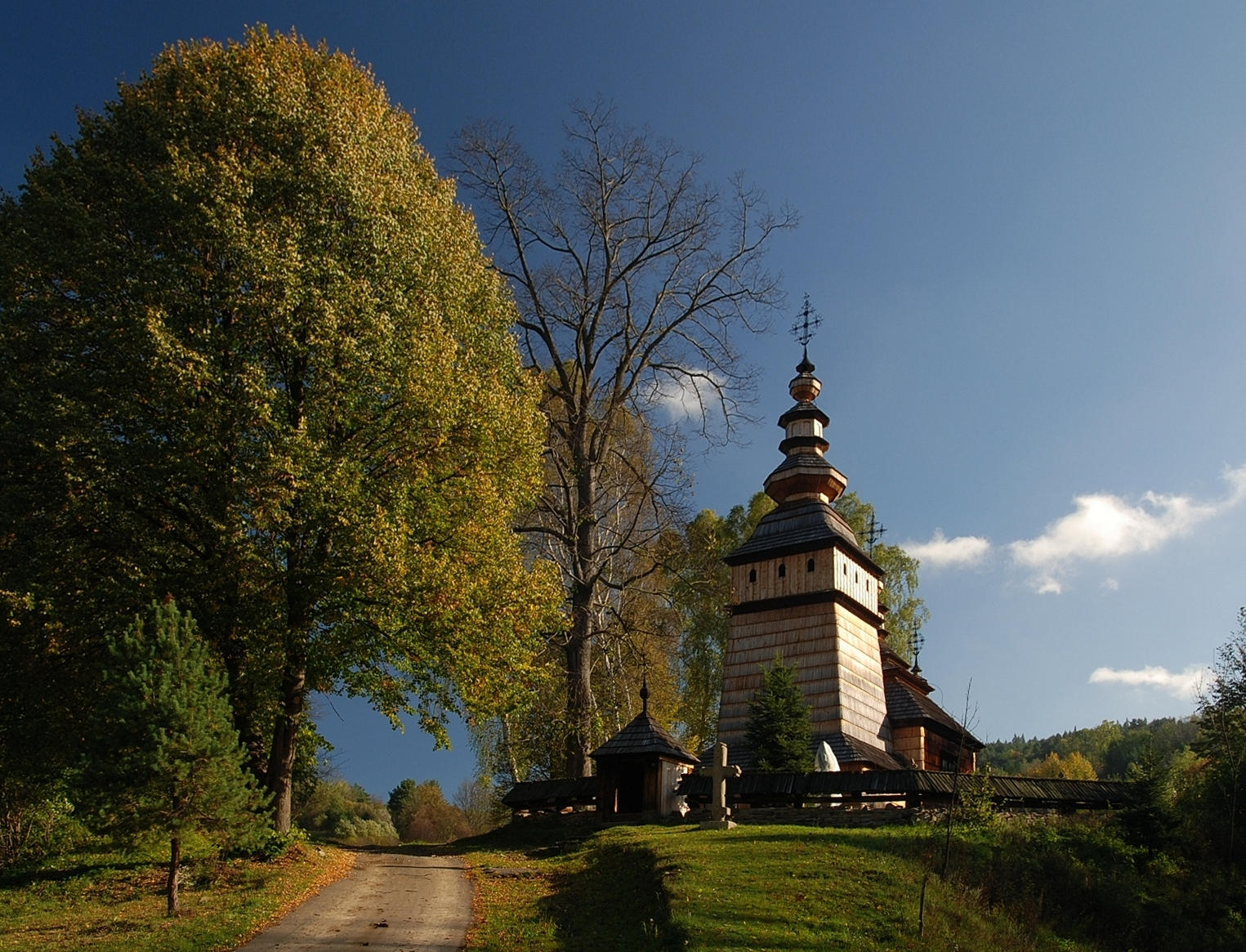
Elewacja frontowa
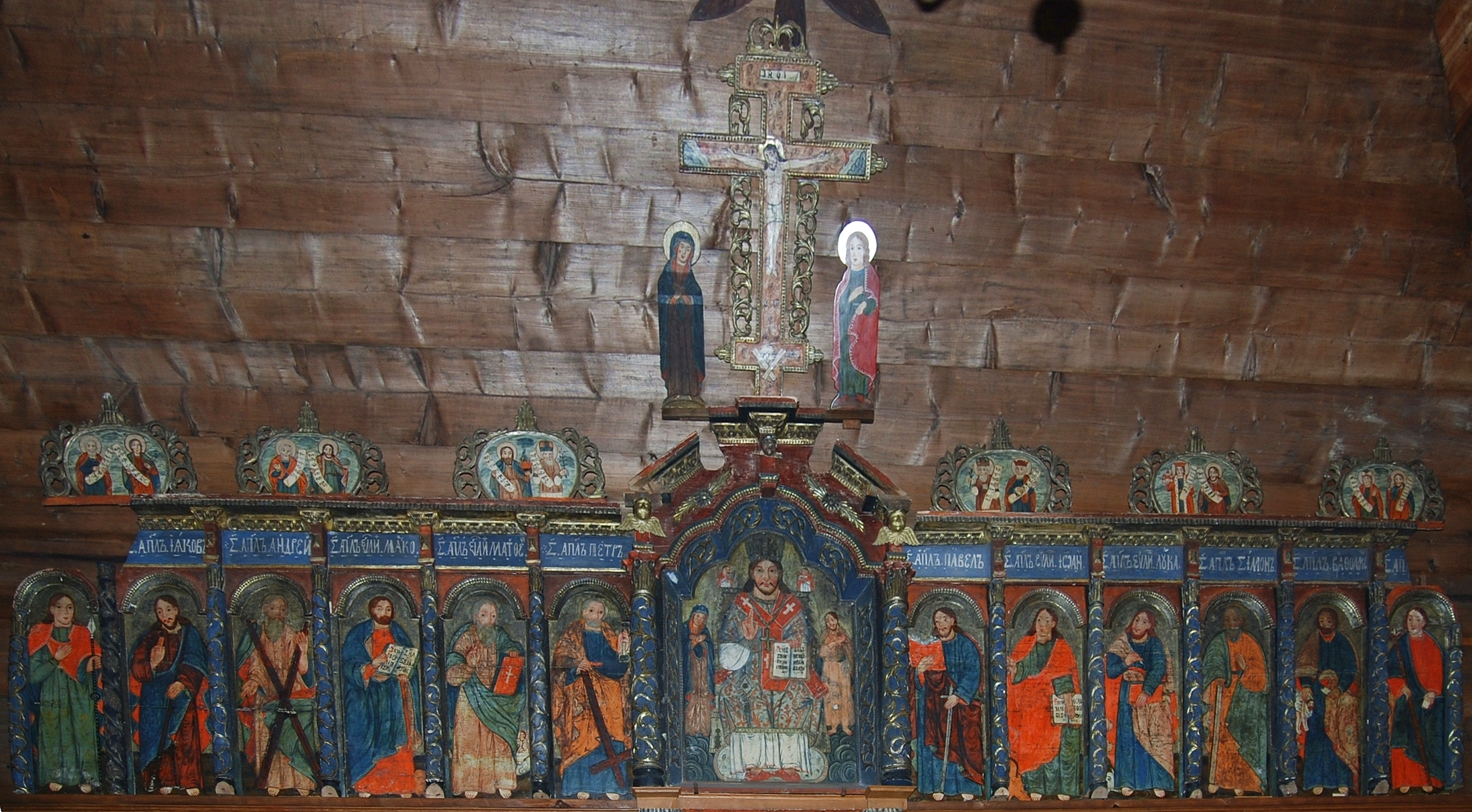
Ikonostas
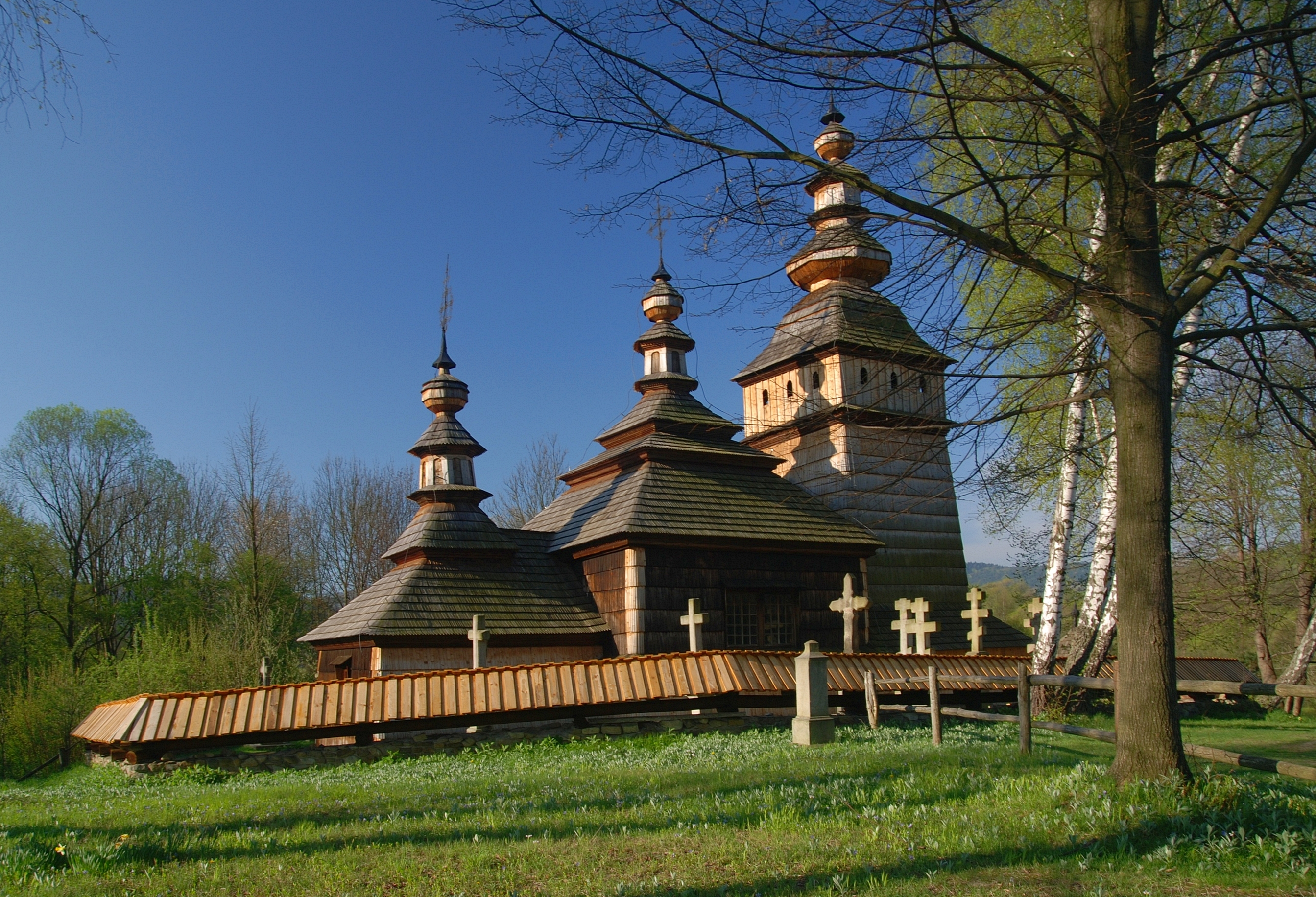
Widok od strony północnej

## Architektura i wyposażenie
Jest to budowla drewniana, konstrukcji zrębowej, orientowana, trójdzielna (babiniec, nawa, prezbiterium). Nad babińcem wysoka wieża konstrukcji ramowej o pochyłych ścianach, z izbicą na górze zwieńczoną pozorną latarnią. Wieża z zachatą. Nad nawą i prezbiterium łamany dach konstrukcji namiotowej z niewielkimi baniami i kutymi krzyżami.
Wewnątrz nad nawą i prezbiterium kopuły zrębowe, strop płaski w babińcu. Babiniec obiega chór muzyczny. Na zrębie kopuły nawy nad przejściem do prezbiterium 16 ikon dawnego ikonostasu z przełomu XVII i XVIII w. Z wyposażenia znajduje się: nastawa ołtarzowa z kopią ikony Kosmy i Damiana z XVII-w., lichtarze ołtarzowe, feretron, dwie chorągwie i pojedyncze ikony. 

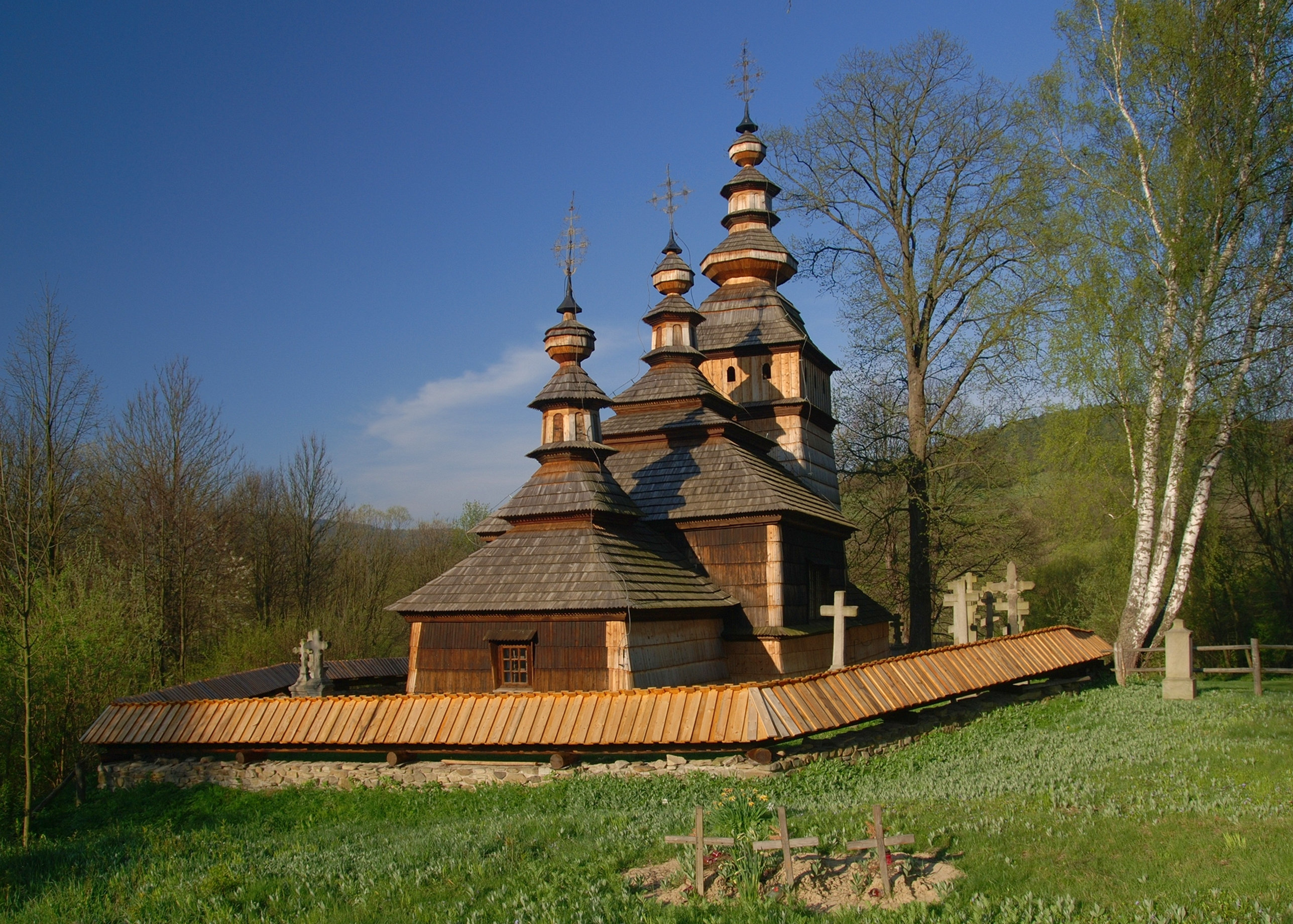
Elewacja wschodnia
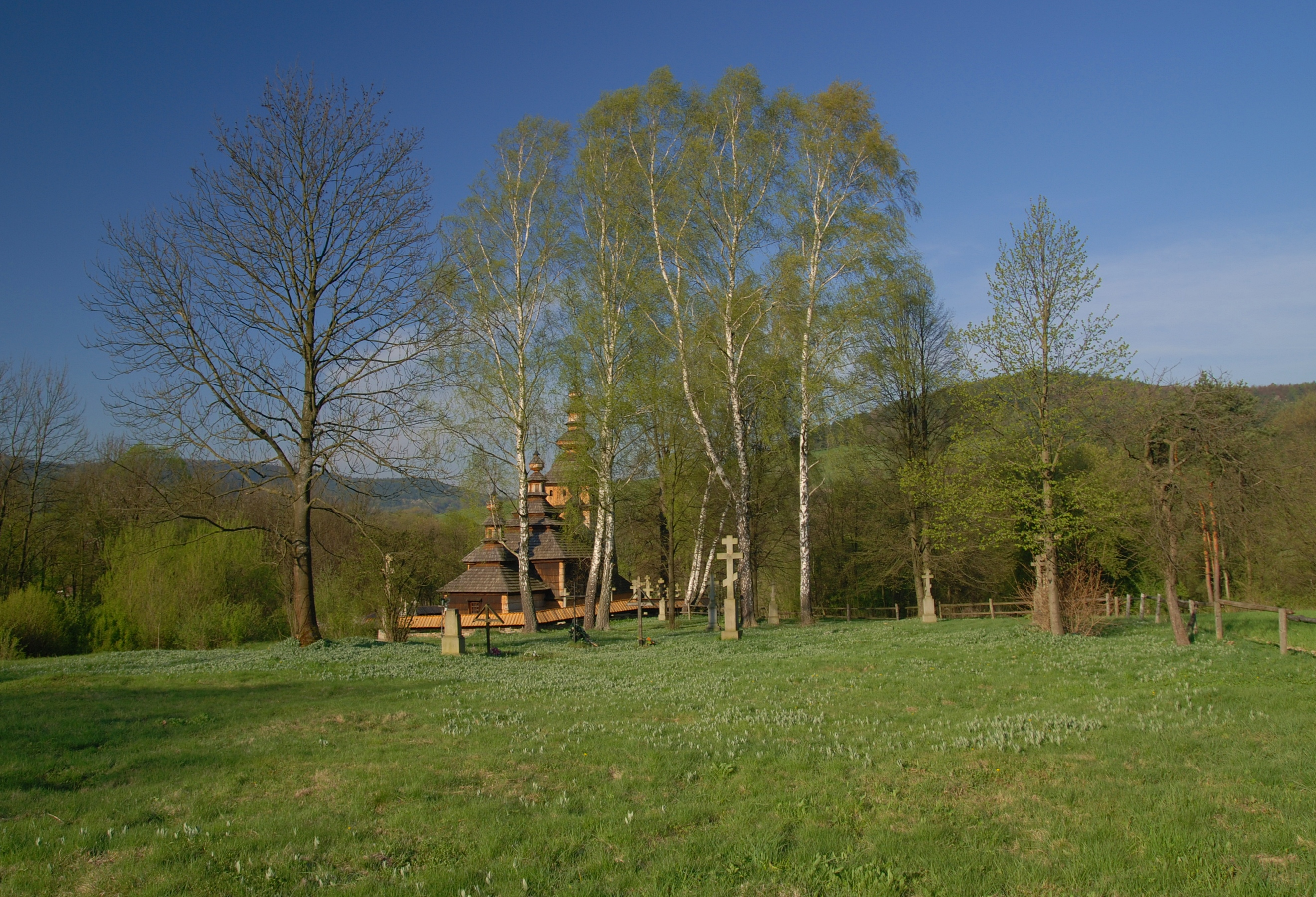
Cmentarz przycerkiewny
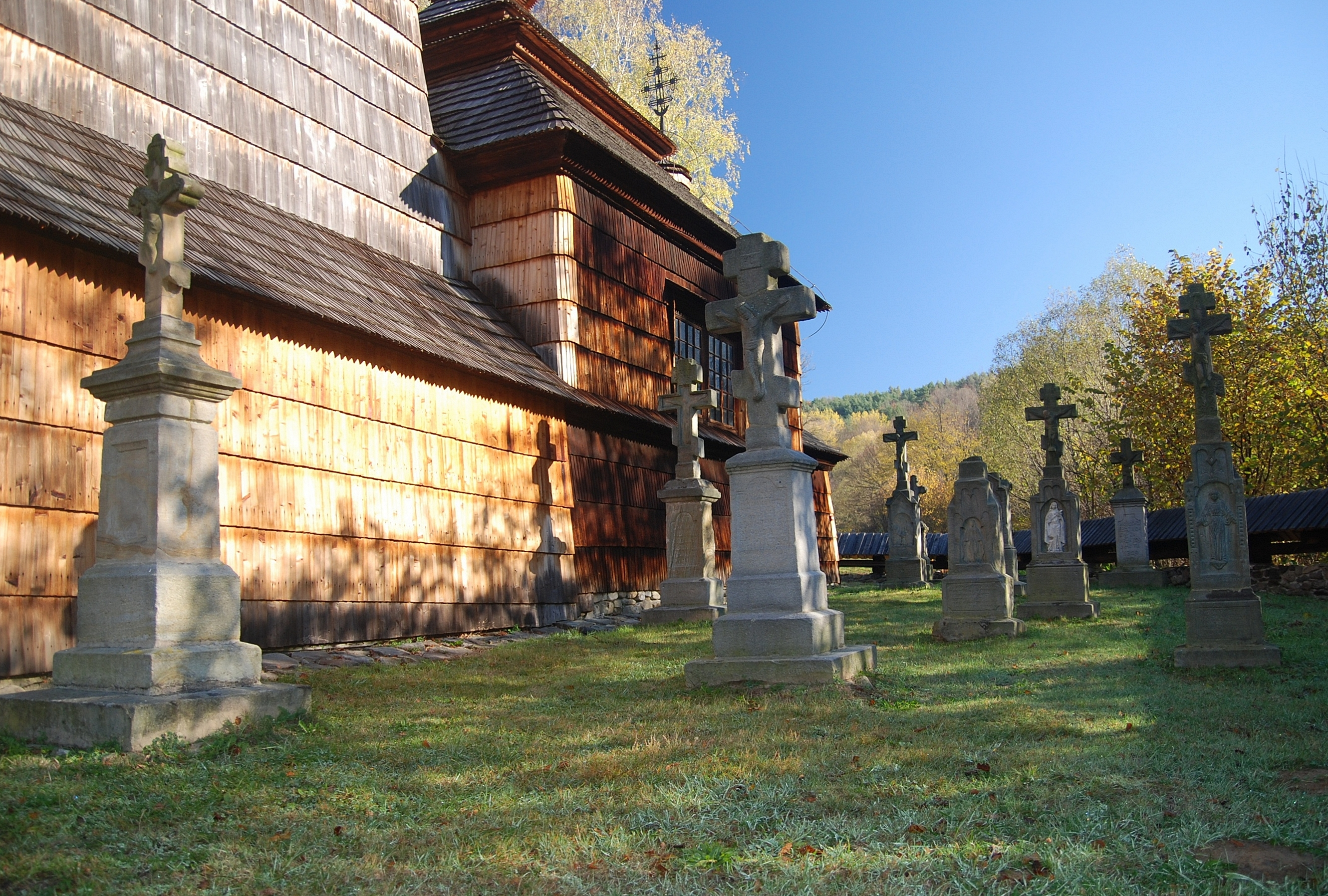
Lapidarium

## Wokół cerkwi
W 1963 wokół cerkwi utworzono lapidarium z 22 zabytkowych kamiennych nagrobków i figur przydrożnych z Nieznajowej, Żydowskiego i Ciechani). Cerkiew otacza ogrodzenie z gontowym daszkiem i bramą z XIX w. Na terenie przycerkiewnym znajdują się kamienne nagrobki, których konserwację przeprowadzono w 2005. 

## Inne
Świątynia należy do najbardziej typowych budowli sakralnych wznoszonych na zachodniej Łemkowszczyźnie, dlatego też w skansenie we Lwowie zbudowano jej wierną kopię.

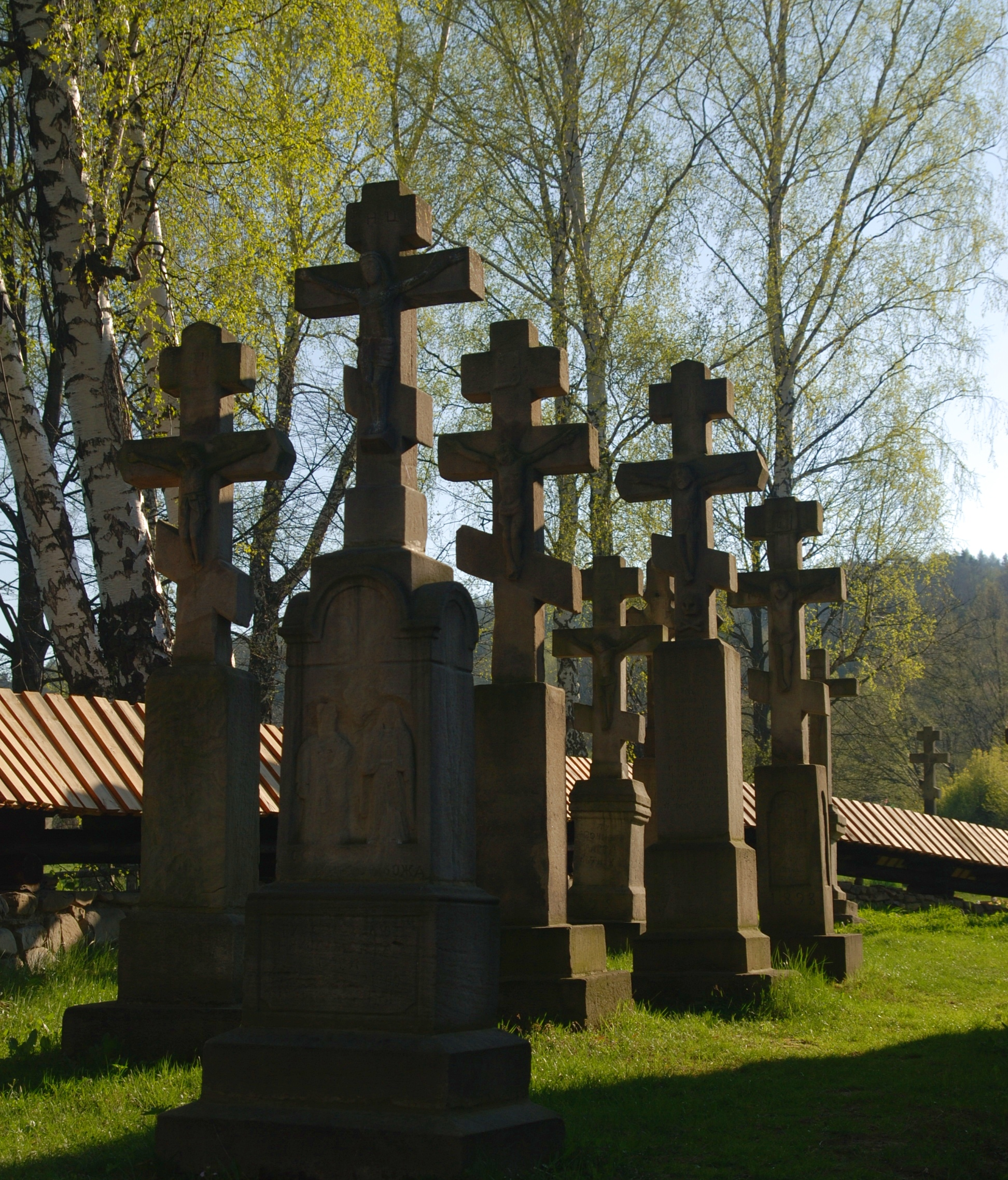
Lapidarium
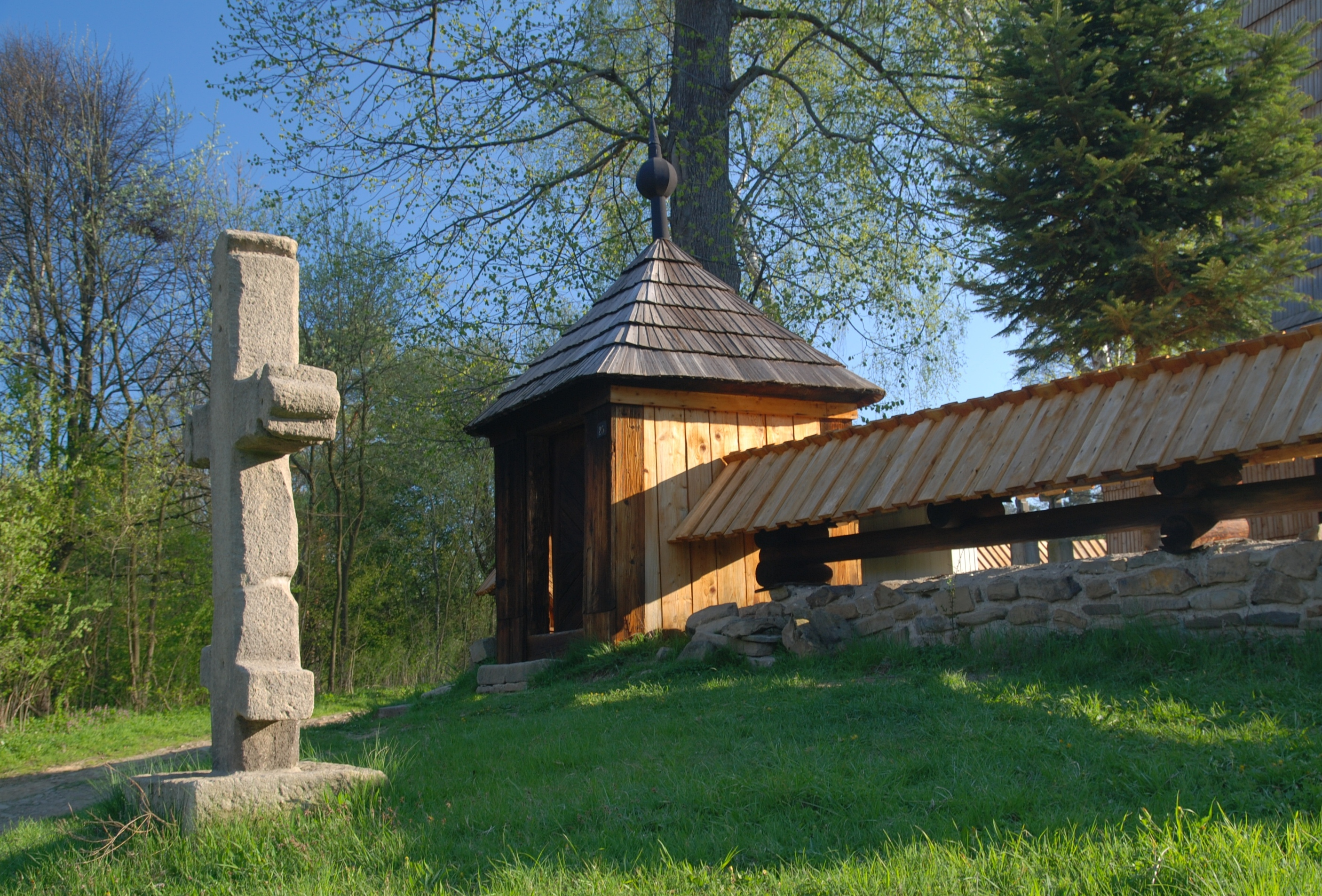
Ogrodzenie z bramą
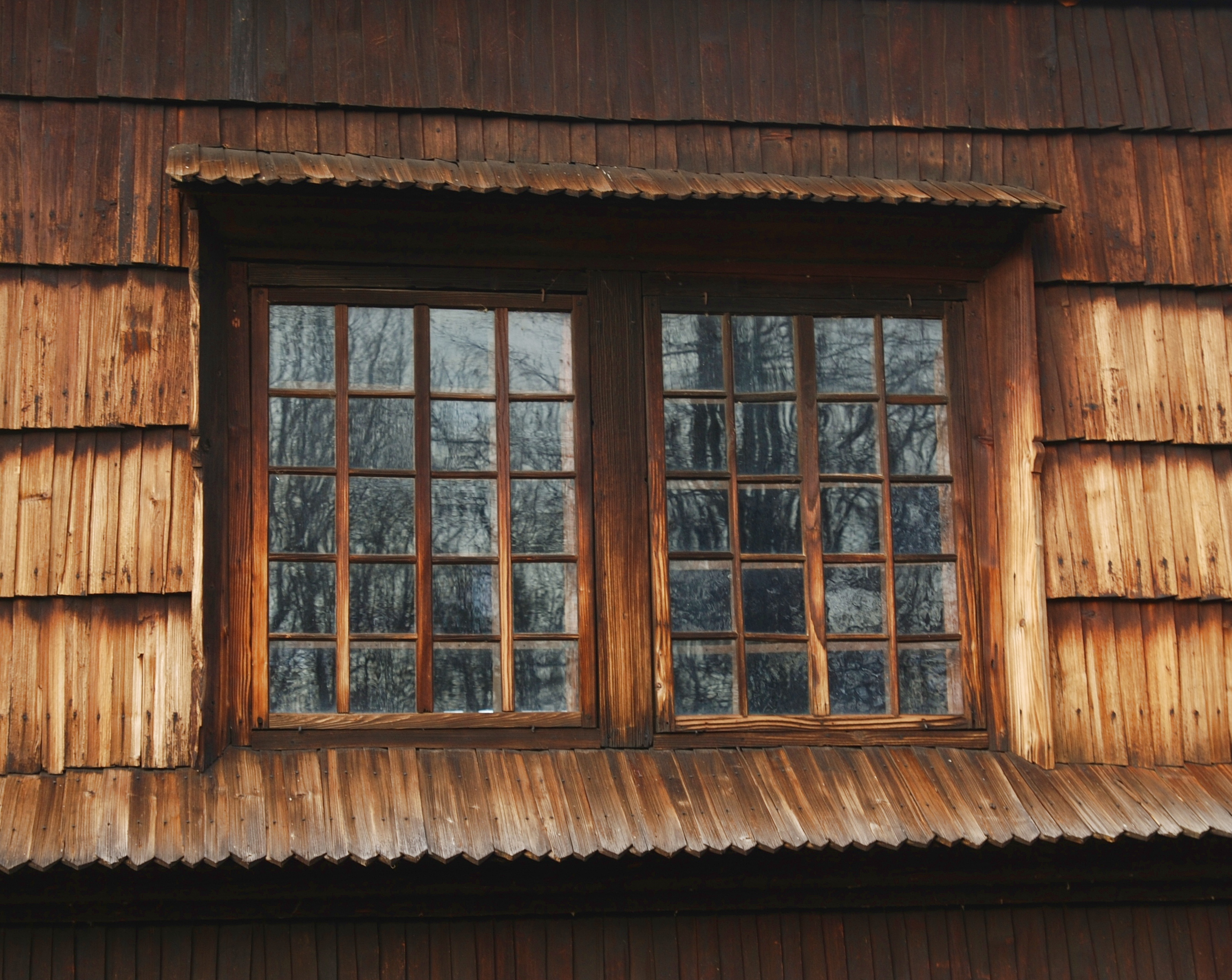
Okno